# Strahlhorn
Strahlhorn (4190 m n. m.) je hora ve Walliských Alpách. Leží na území Švýcarska v kantonu Valais nedaleko italských hranic. Náleží do masivu Mischabel. Přiléhá k Rimpfischhornu. Na vrchol lze vystoupit od chat Täschhütte (2701 m n. m.), Berghaus Flue (2618 m n. m.), Britannia Hütte (3030 m n. m.) a Hotel Fluealp (2618 m n. m.) na švýcarské straně a od Bivacco Città di Luino (3562 m n. m.) a Rifugio Eugenio Sella (3029 m n. m.) na straně italské.
Na vrchol jako první vystoupili 15. srpna 1854 Christopher Smyth, Ulrich Lauener, Edmund J. Grenville a Franz-Josef Andenmatten.